# Villecroze
Villecroze est une commune française située dans le département du Var, en région Provence-Alpes-Côte d'Azur.
Ses habitants sont appelés les Villecroziens.

## Géographie

### Localisation
À 22 km au nord-ouest de Draguignan, 21 km au sud des gorges du Verdon, 8 km au sud-est d'Aups et 40 km au nord-ouest de Brignoles.

### Géologie et relief
Villecroze est située à une altitude de 350 mètres.
Le village est adossé aux premiers contreforts des Alpes, entouré d'un cirque de montagnes couvert de pins et de chênes verts qui abrite du mistral.

### Hydrographie et eaux souterraines
Cours d'eau sur la commune ou à son aval :
- vallons de Pelcourt, de Combe Amère, des Mandins, de l'Hôpital ;
- ruisseaux de Thuéry, des Esparus.

### Climat
Pour des articles plus généraux, voir Climat de Provence-Alpes-Côte d'Azur et Climat du Var.
En 2010, le climat de la commune est de type climat méditerranéen franc, selon une étude du Centre national de la recherche scientifique s'appuyant sur une série de données couvrant la période 1971-2000. En 2020, Météo-France publie une typologie des climats de la France métropolitaine dans laquelle la commune est exposée à un climat méditerranéen et est dans une zone de transition entre les régions climatiques « Provence, Languedoc-Roussillon » et « Var, Alpes-Maritimes ». 
Pour la période 1971-2000, la température annuelle moyenne est de 12,9 °C, avec une amplitude thermique annuelle de 17,7 °C. Le cumul annuel moyen de précipitations est de 903 mm, avec 6,7 jours de précipitations en janvier et 2,6 jours en juillet. Pour la période 1991-2020, la température moyenne annuelle observée sur la station météorologique de Météo-France la plus proche, « Aups », sur la commune d'Aups à 7 km à vol d'oiseau, est de 13,5 °C et le cumul annuel moyen de précipitations est de 784,1 mm. 
La température maximale relevée sur cette station est de 40,1 °C, atteinte le 28 juin 2019 ; la température minimale est de −10,4 °C, atteinte le 30 décembre 2005,,. 
Les paramètres climatiques de la commune ont été estimés pour le milieu du siècle (2041-2070) selon différents scénarios d'émission de gaz à effet de serre à partir des nouvelles projections climatiques de référence DRIAS-2020. Ils sont consultables sur un site dédié publié par Météo-France en novembre 2022.

### Sismicité
Il existe trois zones de sismicité dans le Var : 
- Zone 0 = Risque négligeable.

C'est le cas de bon nombre de communes du littoral varois, ainsi que d'une partie des communes du centre Var. Malgré tout, ces communes ne sont pas à l'abri d'un effet tsunami, lié à un séisme en mer ;
- Zone Ia = Risque très faible.

Concerne essentiellement les communes comprises dans une bande allant de la montagne Sainte-Victoire au massif de l'Esterel ;
- Zone Ib = Risque faible.

Ce risque, le plus élevé du département mais qui n'est pas le plus haut de l'évaluation nationale, concerne 21 communes du nord du département.
La commune de Villecroze est en zone sismique de très faible risque Ia.

### Voies de communications et transports

#### Voies routières
La commune est traversée par la départementale D 557 entre Flayosc et Aups.

#### Transports en commun
- Transport en Provence-Alpes-Côte d'Azur

La commune est desservie par plusieurs lignes de transport en commun. Les collectivités territoriales ont mis en œuvre un « service de transports à la demande » (TAD), réseau régional Zou !
Les lignes interurbaines :
- Lignes de transports Zou !. La Région Sud est la collectivité compétente en matière de transports non urbains, en application de la loi NOTRe (Nouvelle Organisation Territoriale de la République).

## Toponymie
Villecroze s'écrit « Vilacròsa » en provençal selon la norme classique ou « Vilocroso » selon la norme mistralienne.[réf. nécessaire]

## Histoire
La préhistoire est ici présente en plusieurs lieux (station néolithique), au quartier du Castellet, aux Espèces, à Font-Marthe, à Saint-Jean et au Vallon de la Fey.
L'agglomération gallo-romaine se situait dans la plaine à proximité de la via Julia qui reliait de Fréjus (Forum Julii) à Riez (Forum Reii). Un vétéran des légions romaines y aurait construit une villa dans un « creux », détruite lors des raids sarrasins.
Dès le XIe siècle, Villecroze est coseigneurie des Castellane et de l'abbaye Saint-Victor de Marseille qui y installe un monastère bénédictin.

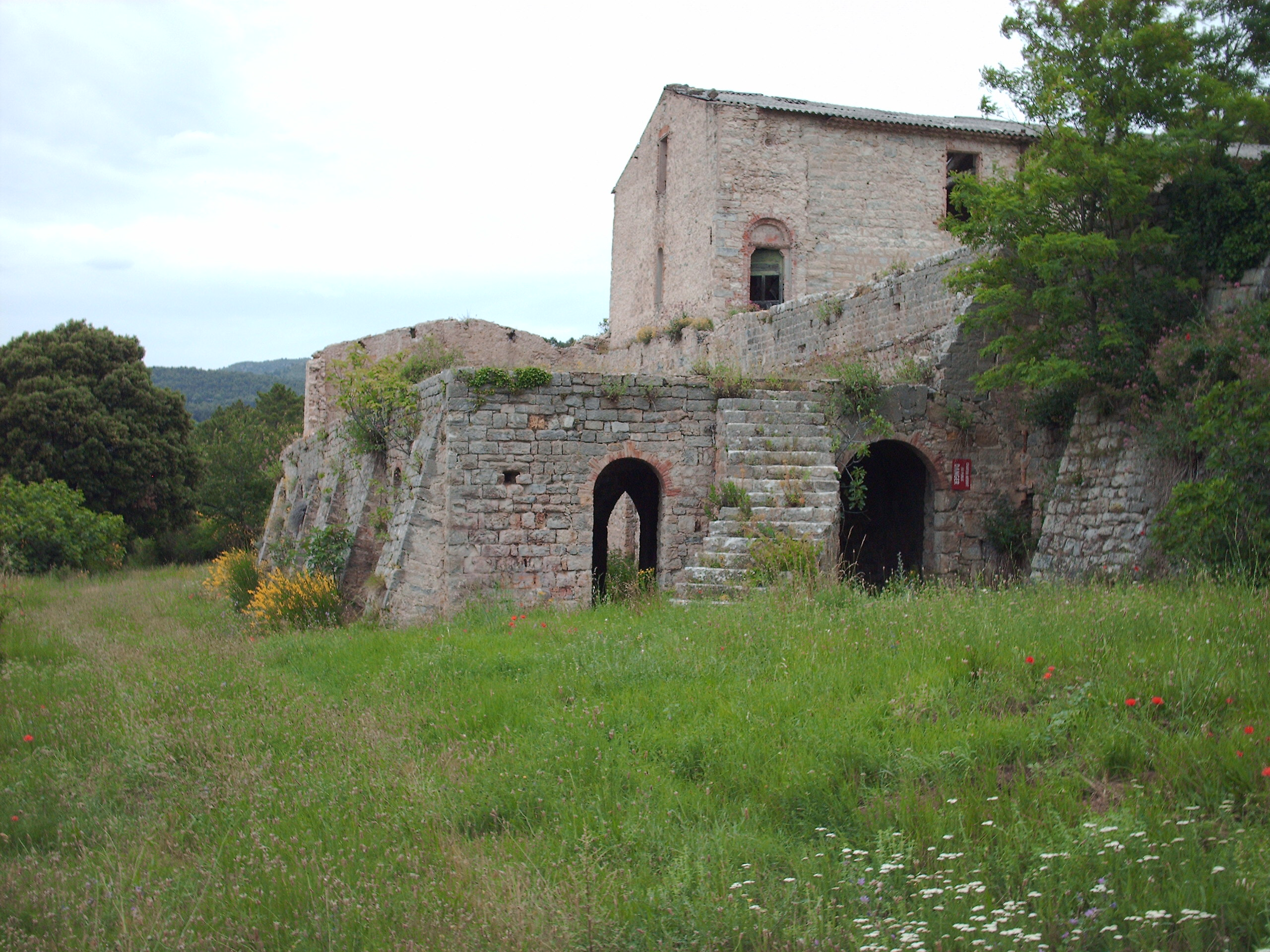
Bâtiment de l'ancienne commanderie templière du Ruou.

En 1626, l'unique héritière des Castellane épouse Louis de Galian des Issarts dont la famille posséda Villecroze en coseigneurie avec l'abbaye Saint-Victor de Marseille et l'ordre de Saint-Jean de Jérusalem jusqu'à la Révolution.
Le 25 avril 1943, la milice commandée par Leproux envahit la mairie aidée par un véhicule italien, et vole deux bustes de la République, celui de la salle du conseil et la statue près de l'église. Après le désaveu du chef départemental de la milice, des excuses et la restitution des bustes, l'affaire en restera là.

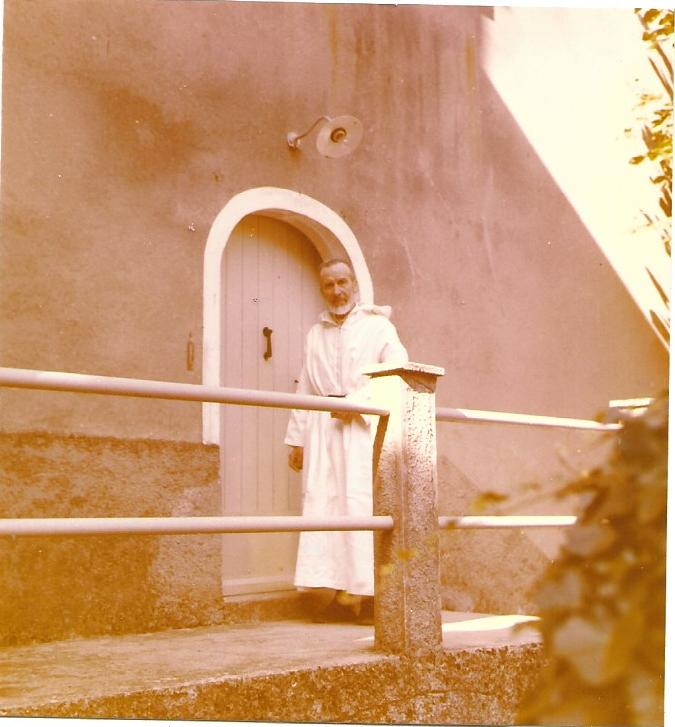
Le père Roger Henry à la communauté religieuse de Villecroze.

En 1956, expulsée de Tunisie au moment de l'indépendance, la communauté religieuse de Sidi Saad s'installe à Villecroze en se faisant miraculeusement donner le domaine situé sur les hauteurs au-dessus de la falaise, là d'où part la cascade, alors qu'ils erraient à la recherche d'un lieu où s'établir.
S'y installent le père Henrion (disciple  du père Charles de Foucauld), le père Roger Henry (Colonel, Commandeur de la Légion d'Honneur), tous deux anciens officiers, ainsi que sœurs Suzanne, Geneviève et Marie-Paule.

### Les Templiers et les Hospitaliers
Vers 1150-1155, les seigneurs de Salernes, Entrecasteaux, Tourtour et Flayosc donnent aux Templiers le domaine de Ruou, Salgues et Salguettes, à cheval sur le territoire de Villecroze et des seigneuries pré-citées. Le 17 juin 1157, dix seigneurs de Flayosc donnent à la Maison du temple de Ruou des terres avec la faculté d'en prendre le bois, l'eau et les pierres nécessaires à la communauté. Les biens de Flayosc furent remis entre les mains du frère templier Peire de Rovira qui était alors maître de la province de Provence et parties des Espagnes. La commanderie du Ruou eut pour premier commandeur Hugues Raimond, et comptait quatorze frères en 1195. Lors de la dislocation de l'ordre, la commanderie du Ruou possédait 240 terres à Lorgues, Draguignan, Montfort, Entrecasteaux, Flayosc, Tourtour, Callas, Roquebrune, Comps, La Motte et Figanières.
Tous ces biens échurent aux Hospitaliers de l'ordre de Saint-Jean de Jérusalem. En partie détruite au XIVe siècle, la commanderie fut transférée à Montfort-sur-Argens, puis à Saint-Jean de Marseille au XIe siècle[pas clair].

## Blasonnement
|  | Les armoiries de Villecroze se blasonnent ainsi : De gueules aux deux villes sur des terrasses isolées d'argent passées en sautoir. |

## Politique et administration

### Liste des maires
| Période                                  | Période  | Identité             | Étiquette | Qualité |
| ---------------------------------------- | -------- | -------------------- | --------- | --- |
| Les données manquantes sont à compléter. |          |                      |           | |
| 1935                                     | ?        | Jean Coulomp         |           | Confie ses pouvoirs pendant sa mobilisation à son adjoint Léandre Guers                                     |
| ?                                        | ?        | Léandre Guers        |           | Nomination sans droit à la suite du « raid » des miliciens *                                                |
| 1944                                     | ?        | Jean Coulomp         |           | Démissionne le 30 juin mais reprend ses fonctions à la Libération                                           |
| 1945                                     | 1960     | Victor Espitalier    | PCF       | Décédé en décembre 1960 Coiffeur et représentant de commerce Ancien conseiller d'arrondissement (1936-1940) |
| 1961                                     | 1965     | Roger Espitalier     |           | |
| 1965                                     | 1989     | Philippe Bastianelli |           | |
| 1989                                     | 1995     | René Wasserman       |           | |
| 1995                                     | 2007     | Georges Carlini      |           | Décédé en janvier 2007                                                                                      |
| 2007                                     | 2008     | Michelle Ticot       |           | Maire par intérim                                                                                           |
| 2008                                     | en cours | Rolland Balbis       | DVD       | Fonctionnaire Président de la CC Lacs et Gorges du Verdon (2017 → )                                         |

## Population et société

### Démographie

#### Évolution démographique
L'évolution du nombre d'habitants est connue à travers les recensements de la population effectués dans la commune depuis 1793. Pour les communes de moins de 10 000 habitants, une enquête de recensement portant sur toute la population est réalisée tous les cinq ans, les populations de référence des années intermédiaires étant quant à elles estimées par interpolation ou extrapolation. Pour la commune, le premier recensement exhaustif entrant dans le cadre du nouveau dispositif a été réalisé en 2007.

En 2022, la commune comptait 1 504 habitants, en évolution de +4,3 % par rapport à 2016 (Var : +4,98 %, France hors Mayotte : +2,11 %).
| 1793  | 1800  | 1806  | 1821  | 1831  | 1836  | 1841  | 1846  | 1851  |
| ----- | ----- | ----- | ----- | ----- | ----- | ----- | ----- | ----- |
| 1 384 | 1 122 | 1 139 | 1 209 | 1 153 | 1 090 | 1 047 | 1 046 | 1 066 |

| 1856  | 1861  | 1866  | 1872  | 1876  | 1881  | 1886 | 1891 | 1896 |
| ----- | ----- | ----- | ----- | ----- | ----- | ---- | ---- | ---- |
| 1 036 | 1 070 | 1 091 | 1 028 | 1 037 | 1 048 | 921  | 848  | 816  |

| 1901 | 1906 | 1911 | 1921 | 1926 | 1931 | 1936 | 1946 | 1954 |
| ---- | ---- | ---- | ---- | ---- | ---- | ---- | ---- | ---- |
| 832  | 816  | 709  | 664  | 678  | 704  | 667  | 649  | 638  |

| 1962 | 1968 | 1975 | 1982 | 1990  | 1999  | 2006  | 2007  | 2012  |
| ---- | ---- | ---- | ---- | ----- | ----- | ----- | ----- | ----- |
| 617  | 637  | 700  | 867  | 1 029 | 1 087 | 1 093 | 1 094 | 1 349 |

| 2017  | 2022  | - | - | - | - | - | - | - |
| ----- | ----- | - | - | - | - | - | - | - |
| 1 463 | 1 504 | - | - | - | - | - | - | - |

### Enseignement
- École maternelle et primaire[19].
- Établissements d'enseignements proches[20] :
  - collèges à Aups, Lorgues, Draguignan ;
  - lycées à Lorgues, Draguignan.

### Santé
- Professionnels de santé : médecins[21], infirmiers, kinésithérapeute à Salernes, Aups...
- L'hôpital le plus proche est le centre hospitalier de la Dracénie et se trouve à Draguignan, à 22 km[22],[23]. Il dispose d'équipes médicales dans la plupart des disciplines[24] : pôles médico-technique ; santé mentale ; cancérologie ; gériatrie ; femme-mère-enfant ; médecine-urgences ; interventionnel.
- La communauté de communes dispose désormais, à Aups (distante de 8 km), d'une Maison de santé pluriprofessionnelle (Médecine générale, Médecine spécialisée, Paramédical, Soins infirmiers), et intégrant également un lieu ressource « Social et solidaire »[25].
- Autres : centre hospitalier de Brignoles et polyclinique Notre-Dame à Draguignan.

### Cultes
Culte catholique, paroisse de Villecroze, église Notre-Dame-des-Sept-Douleurs, diocèse de Fréjus-Toulon

### Budget et fiscalité
Les comptes 2008 à 2019 de la commune s’établissent comme suit, :
| Postes                                            | 2008  | 2009  | 2010  | 2011  | 2012  | 2013  | 2014  | 2015  | 2016  | 2017  | 2018  | 2019  |
| ------------------------------------------------- | ----- | ----- | ----- | ----- | ----- | ----- | ----- | ----- | ----- | ----- | ----- | ----- |
| Produits de fonctionnement                        | 1 186 | 1 180 | 1 349 | 1 400 | 1 478 | 1 489 | 1 474 | 1 402 | 1 503 | 1 479 | 1 422 | 1 479 |
| Charges de fonctionnement                         | 1 172 | 1 131 | 1 085 | 1 162 | 1 275 | 1 203 | 1 312 | 1 256 | 1 357 | 1 370 | 1 377 | 1 352 |
| Ressources d’investissement                       | 624   | 959   | 1 341 | 730   | 699   | 965   | 820   | 669   | 276   | 338   | 300   | 361   |
| Emplois d’investissement                          | 514   | 1 063 | 1 335 | 600   | 524   | 1 094 | 1 029 | 486   | 397   | 242   | 337   | 370   |
| Dette                                             | 344   | 762   | 1 143 | 1 074 | 1 003 | 929   | 1 102 | 1 022 | 925   | 884   | 774   | 881   |
| Source : Ministère de l’Économie et des Finances: |       |       |       |       |       |       |       |       |       |       |       |       |

Fiscalité 2019
- Taux d’imposition de la taxe d’habitation : 16,99 %
- Taxe foncière sur les propriétés bâties : 13,20 %
- Taxe foncière sur les propriétés non bâties : 72,05 %
- Taxe additionnelle à la taxe foncière sur les propriétés non bâties : 0,00 %
- Cotisation foncière des entreprises : 0,00 %
- Montant total des dettes dues par la commune : 881 000 euros, soit 599,00 euros par habitant

Chiffres clés des revenus et pauvreté des ménages en 2018 : médiane en 2018 du revenu disponible, par unité de consommation : 20 500 euros.

## Urbanisme

### Typologie
Au 1er janvier 2024, Villecroze est catégorisée commune rurale à habitat dispersé, selon la nouvelle grille communale de densité à sept niveaux définie par l'Insee en 2022.
Elle appartient à l'unité urbaine de Salernes, une agglomération intra-départementale regroupant trois  communes, dont elle est une commune de la banlieue,,. La commune est en outre hors attraction des villes,.

### Occupation des sols
L'occupation des sols de la commune, telle qu'elle ressort de la base de données européenne d’occupation biophysique des sols Corine Land Cover (CLC), est marquée par l'importance des forêts et milieux semi-naturels (58,8 % en 2018), en diminution par rapport à 1990 (60,2 %). La répartition détaillée en 2018 est la suivante : 
forêts (43 %), zones agricoles hétérogènes (27,7 %), milieux à végétation arbustive et/ou herbacée (15,9 %), cultures permanentes (11 %), zones urbanisées (2,5 %). L'évolution de l’occupation des sols de la commune et de ses infrastructures peut être observée sur les différentes représentations cartographiques du territoire : la carte de Cassini (XVIIIe siècle), la carte d'état-major (1820-1866) et les cartes ou photos aériennes de l'IGN pour la période actuelle (1950 à aujourd'hui).

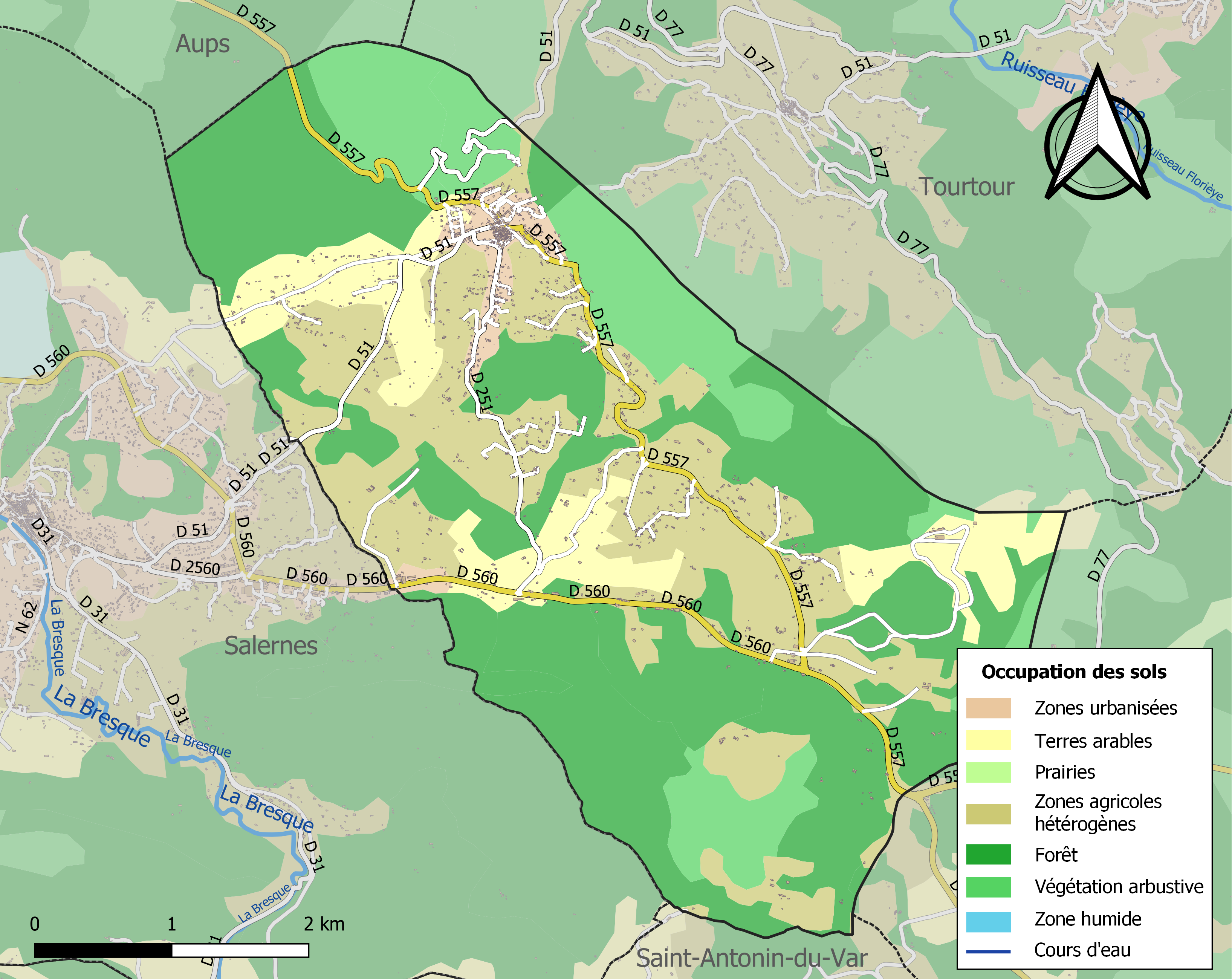
Carte des infrastructures et de l'occupation des sols de la commune en 2018 (CLC).

### Protection de l'environnement

#### Déchèterie
Le conseil communautaire a créé des déchèteries intercommunales, visant à desservir les communes d'Artignosc-sur-Verdon, Baudinard-sur-Verdon, Bauduen, Régusse, Tourtour,.

#### Station d'épuration
La commune est raccordée sur la station d'épuration de capacité nominale de 13617 EH de Salernes.

## Patrimoine
Le vieux village a conservé :
- son caractère médiéval avec ses arcades, ses rues étroites et ses sept fontaines ;
- son campanile (l'ancien donjon qui jouxte le château) ;
- la tour de l'horloge[40] ;

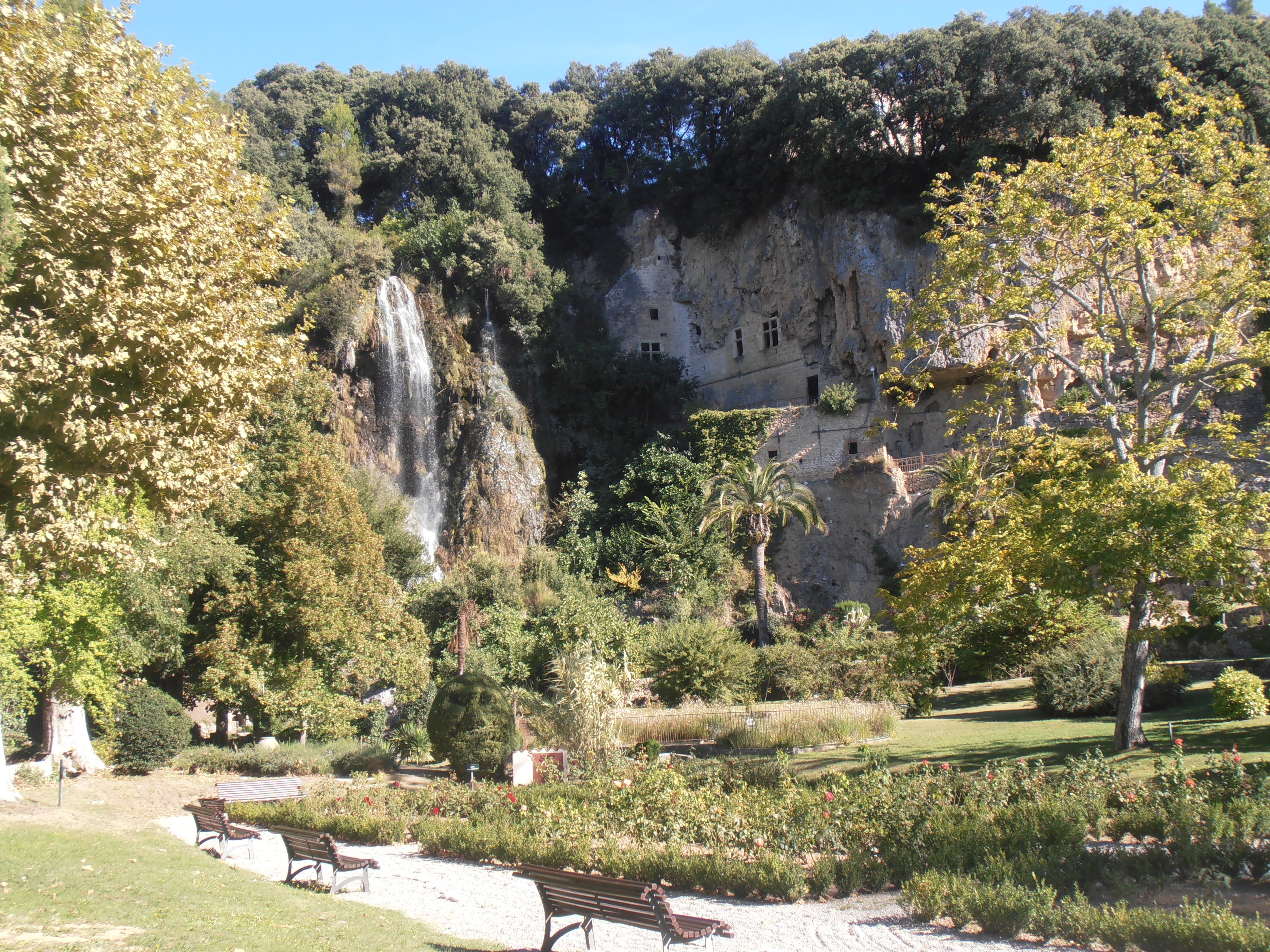
La cascade, le parc et les grottes troglodytiques.

- la commanderie du Ruou, et sa chapelle, commanderie de templiers, puis usine de céramique dite Usine de la Tour du Ruou (fabrique de tomettes et de malons vernis[41]), aujourd'hui domaine privé non visitable ;
- la chapelle Saint-Victor du XIIe siècle. Chaque année, des concerts sont organisés par l'Académie internationale de musique dans la chapelle des Templiers[42],[43] ;
- une ancienne magnanerie, ainsi que plusieurs maisons alentour, accueillent les activités de l'Académie internationale de musique[44], fondée par Anne Gruner Schlumberger et inaugurée en octobre 1989 ;
- le prieuré Notre-Dame-des-Anges, dont l’histoire de la vie monastique est attestée depuis 1007[45],[46] ; il est aujourd'hui sans habitants mais il était autrefois occupé par les soeurs apostoliques de Saint Jean.

- l'église romane des XIe et XIIe siècles[47],[48],[49] ;
- une plaque funéraire d'un prêtre mort en 1278[50] ;
- la Coopérative vinicole de Villecroze[51] ;
- les grottes troglodytiques de Villecroze[52] et la cascade de 35 mètres de hauteur[53] qui surplombe un magnifique parc de 2,5 hectares[54],[55].

## Commerces et activités touristiques
En dépit de sa taille modeste, le village dispose de plusieurs commerces :
- une boulangerie-pâtisserie-salon de thé,
- une agence immobilière ;
- un magasin d'antiquités ;
- un artisan bijoutier céramiste ;
- une poterie ;
- une bibliothèque municipale[56] ;
- deux galeries d'art ;
- un salon de coiffure ;
- de nombreux bars et restaurants ;
- des chambres d'hôte, un Bed and Breakfast ;
- quatre domaines viticoles et quelques autres exploitations (Château Thuerry[57], Domaine Saint-Jean de Villecroze, Domaine de Valcolombe[58] (Coteaux-varois-en-provence), Château de Majoulière[59]) ;
- le marché tous les jeudis ;
- une station service.

Le village est classé parmi les Villages et cités de caractère du Var.

## Jumelage
- Enokavan (Arménie)